# Aljaksandr Bujkewitsch

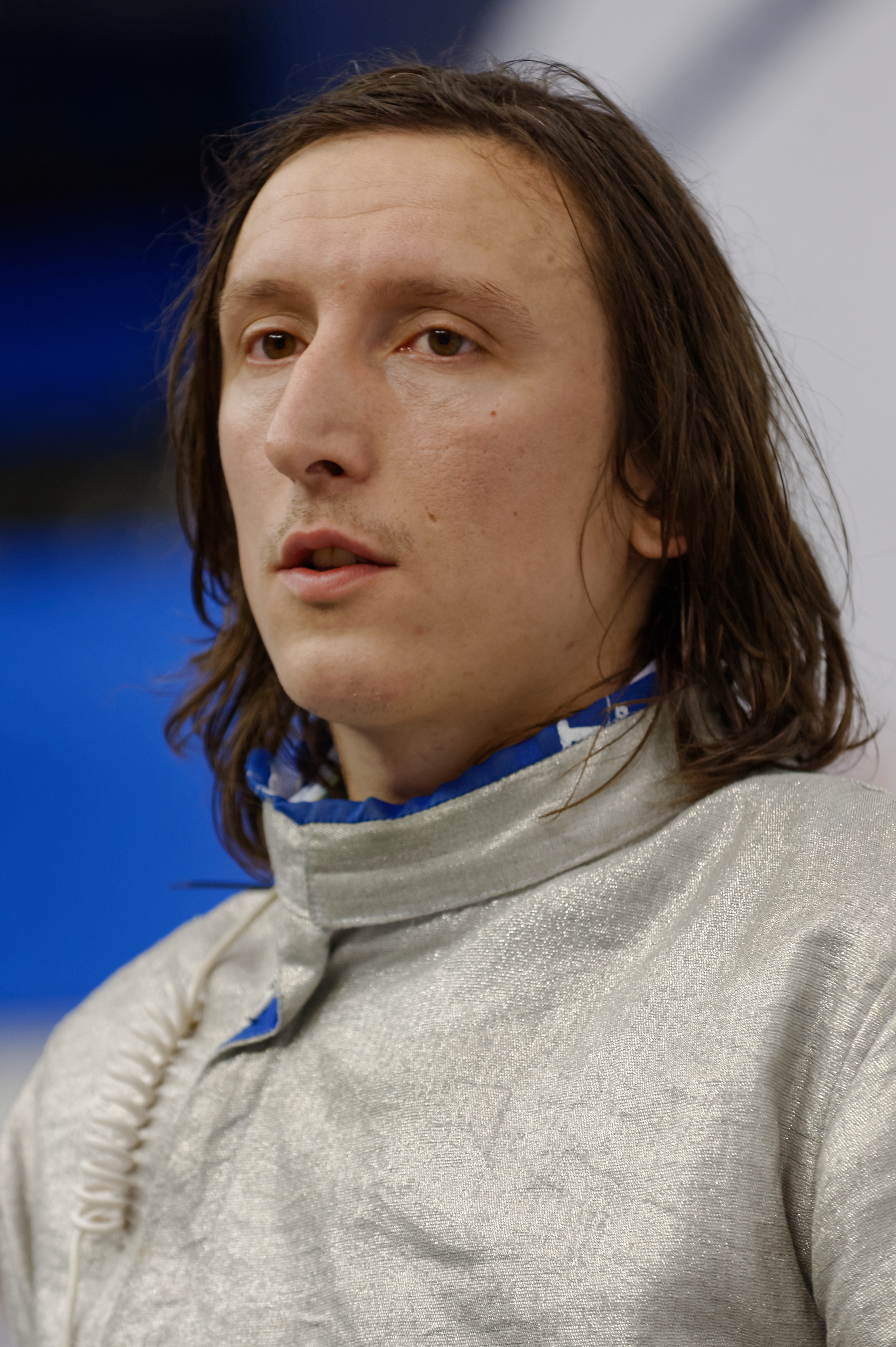
Aljaksandr Bujkewitsch (2015)

Aljaksandr Mikalajewitsch Bujkewitsch (belarussisch Аляксандр Мікалаевіч Буйкевіч, russisch Александр Николаевич Буйкевич/Alexander Nikolajewitsch Buikewitsch; englisch Aliaksandr Buikevich; * 19. November 1984 in Brest, Weißrussische SSR, Sowjetunion) ist ein belarussischer Säbelfechter.

## Erfolge
2008 gewann Bujkewitsch in Kiew die Fechteuropameisterschaften im Säbel-Einzel und bei den Olympischen Spielen 2008 in Peking belegte er mit der Mannschaft den fünften Platz und im Einzel den achten Platz. Bei den Europameisterschaften 2012 in Legnano gewann er Bronze im Einzel, bei den Olympischen Spielen 2012 in London holte er mit der Mannschaft den siebten und im Einzel den 16. Platz.